# Evolución del ojo

Principales etapas en la evolución del ojo en los vertebrados.

Las variaciones en la disponibilidad de luz, en cuanto a cantidad y composición, se pueden proponer como la mayor presión de selección durante la evolución del ojo. Esto debido a que en muchos casos los diferentes tipos de ojos son en realidad adaptaciones al medio en el que se encuentra el organismo. Debido a la gran variedad de morfologías y composición (lentes y células fotorreceptoras) de los diversos tipos de ojos en el reino animal, es fácil llegar a la conclusión de que el sistema visual ha aparecido varias veces en los diferentes grupos. Sin embargo, debido a la marcada conservación de genes de la familia Pax6 involucrados en la formación del ojo en el embrión de grupos de animales muy distintos entre sí, se abre una nueva discusión sobre el origen monofilético de esta estrategia adaptativa.

## Diferentes morfologías

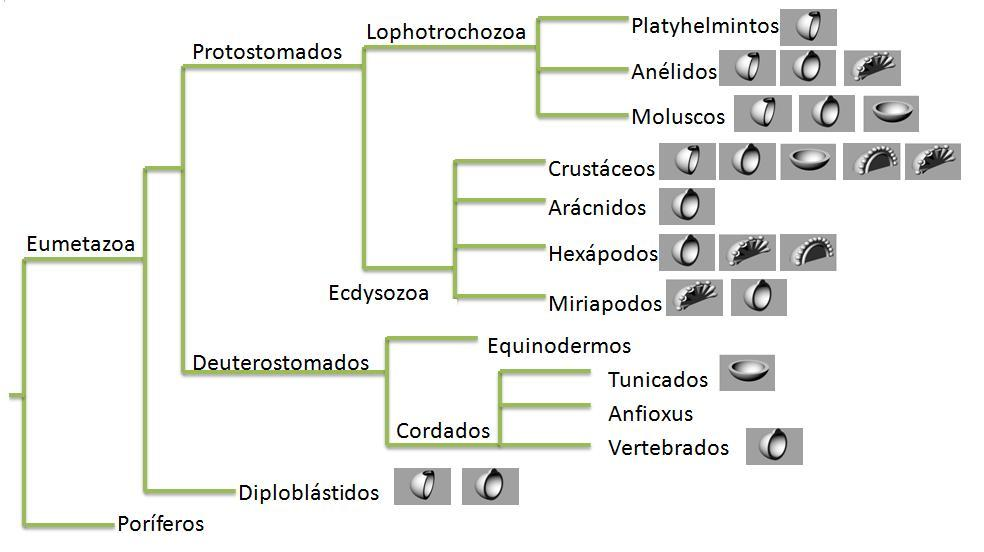
Filogenia simplificada de los metazoos. Se muestran representaciones esquemáticas de algunos de los tipos de ojos que los grupos terminales pueden presentar tales como ojo en copa, ojo con apertura a la luz, ojo en cámara con lente, ojo compuesto por aposición, ojo compuesto por superposición

Existen dos grandes morfologías generales: los ojos compuestos y su contraparte, los ojos simples. Solamente observando la distribución de estas dos morfologías en una filogenia simplificada, se puede ver que no existe una agrupación determinada sino que en muchos grupos hay más de un plan morfológico para el ojo que puede repetirse en otros grupos. Incluso en muchos casos ha habido pérdida secundaria de los ojos debido a hábitos fosoriales o parasíticos.
Los ojos más sencillos consisten en una concentración de células fotorreceptoras, que permite al animal distinguir entre la luz y la oscuridad y la dirección de la luz incidente, pero no la formación de imágenes.
Existen también ojos más complejos que pueden formar imágenes. Este tipo comprende un arreglo de células fotorreceptoras, pigmentarias y lentes, permitiendo distinguir dos clases: una invaginación cóncava y uno compuesto.
La invaginación cóncava se pueden dividir basados en los mecanismos para capturar la luz—en su forma más simple se encuentra el ojo con una abertura del cefalópodo Nautilus—. Los más elaborados, como los de los vertebrados, contienen lentes permitiendo enfocar la luz, o un espejo para reflejarla como en los ostiones. Por otro lado, los ojos compuestos, encontrados en insectos y crustáceos, poseen un ojo pequeño el cual contiene un grupo de células fotorreceptoras (omatidio) y en algunos casos un lente.

## Células fotorreceptoras
Se distinguen dos grupos los rabdómeros y cuerpo ciliar, estos se diferencian en: 
- Diferentes cascadas de fototraducción: los cuerpos ciliares usan el GMP cíclico como segundo mensajero del sistema mientras el rabdómero usa el inositol trifosfato.
- Los fotopigmentos (opsinas) y proteínas involucradas en la recepción y respuesta pertenecen a diferentes clases específicas para cada tipo de fotorreceptor.
- Los dos tipos de fotorreceptores responden de forma opuesta (fisiológicamente) al estímulo; el cuerpo ciliar se hiperpolariza y el rabdómero se depolariza.
- Solo el cuerpo ciliar expresa el factor de transcripción "retinal homeobox" (Rx).[4]

## Formación de lentes
En vertebrados, los lentes están formados por unas células epiteliales modificadas que contienen altas concentraciones de una proteína soluble conocidas como cristalina. En invertebrados, los lentes poseen una proteína que es secretada por células especializadas del ojo.
Sin importar el origen celular de los lentes, su función dependerá de la distribución de sus proteínas constituyentes para producir un gradiente de índice de refracción, siendo bajo en el borde y alto en el centro. Este índice de refracción es importante para la visión de los animales que viven en ambientes acuáticos, en vertebrados e invertebrados.
La evolución de los lentes depende de la generación de una gran cantidad de proteínas refractivas en la parte frontal del ojo, organizadas de tal manera que produzcan un gradiente de concentración específico para que los lentes puedan enfocar la luz. Las diferentes estrategias de la organización celular en los lentes parece ser un ejemplo de evolución convergente, siendo estas proteínas las más fácilmente reguladas en su función, siendo seleccionadas.

## Pax6
Pax6 es un gen homeotico que juega un importante papel en el desarrollo del ojo, tanto en etapas tempranas del desarrollo hasta el final de la morfogénesis, se expresa primero en los surcos ópticos posteriormente en la vesícula óptica, lente, en la diferenciación de la retina y por último en la córnea.
El control genético para la formación de los ojos es complejo y se asimila a una cascada de red de genes que regulan el desarrollo del ojo. Sin embargo por lo menos una de estas redes está involucrada en el control de la miogenesis (formación del tejido muscular) usando una colección de genes.
Mientras que algunos estudios morfológicos concluyen que la estructura del ojo ha aparecido varias veces en la historia filogenética de los eumetazoa, otros sugieren el control por parte de Pax6, para el desarrollo del ojo a lo largo de la filogenia, siendo un gen homólogo (ortologo) encontrado en todos lo bilateria, sugiriendo un origen monofiletico de los ojos en los bilaterales. Los estudios de Halder y colaboradores en 1995, acuñan el término de 'gen maestro' para designar la acción de Pax6 como un controlador de la formación de ojos. Se lo propone como uno de los genes iniciales en la cascada de activación de transcritos. Esto debido a que mediante genes Pax6 aislados a partir de diferentes organismos se puede inducir formación de ojos ectópicos en la mosca de la fruta, promoviendo la expresión de este gen en los discos imaginales de la larva. Aun así los ojos ectópicos formados conservan las características de ojo compuesto de la mosca, independientemente del organismo a partir del cual fue aislado el gen, lo cual parece sugerir que las variaciones en las morfologías de los ojos se deben más a las modificaciones de los genes que se encuentran corriente abajo en esta cascada de transducción. Un ejemplo es que la formación de ojos en Drosophila dependiente de Dachshund, pero independiente de Rx y esta relación es invertida para la formación de ojos en vertebrados. Sin embargo, en estudios realizados por Heanue y colaboradores fue reportado el gen Dach1, como un gen de vertebrados homólogo a Dachshund, que se expresa en el desarrollo del ojo y su regulación es independiente de los genes de la familia Pax.

## Evodevo en artrópodos
Los artrópodos son uno de los grupos que presenta mayor diversidad en lo que a órganos fotorreceptores se refiere. La filogenia de este clado aún es muy discutida, lo cual dificulta el proceso de rastrear el origen de caracteres derivados o ancestrales. Sin embargo sigue siendo sorprendente que en el grupo de los crustáceos exista tal variedad de morfologías incluyendo varios tipos de ojo simple y compuesto mientras que el grupo de los arácnidos se encuentra restringido solo a ojos simples no muy desarrollados excepto en algunas familias de arañas, como Salticidae y Lycosidae. A su vez, en los insectos predominan varios tipos de ojo compuesto, aunque muchos clados presentan ojos simples llamados ocelos. Los miriapodos también carecen de ojos compuestos. Esta heterogeneidad abre un campo de estudio para determinar homología entre las diferentes estructuras visuales, pero así mismo los caracteres embriológicos y de la ontogenia en general pueden ser bastante útiles para caracterizar la historia filogenética de los ojos.
A pesar de que los ojos compuestos se consideran una característica ancestral en el clado de los artrópodos, algunos miembros de este grupo no los tienen posiblemente debido a una pérdida secundaria del carácter. Es decir esta es una condición derivada, por ejemplo, en Diplopoda (una clase del subfilum Miriapoda). La reducción en el número de subunidades conformadoras de ojos (módulos) se pensaba ligada a una reducción del número de genes de la familia Pax6 en estos organismos, pero en 2004, los estudios de Prpic reportan una duplicación de los genes de Pax6 que se expresan en los lóbulos ópticos de Glomeris marginata, y también la expresión de otros genes como Hedgehog, Decapentaplegic, Dachshund y Homotorax. Lo anterior lleva a la conclusión de que la pérdida del carácter de ojo compuesto en algunos grupos de artrópodos no necesariamente se debe a una reducción en los genes pertenecientes a la familia Pax6 sino más a cambios a niveles más bajos en la red de regulación de la formación de ojo.
Adicionalmente, en los miembros del subfilum Diplopoda, pueden presentarse ojos laterales accesorios, que están ubicados al interior de la cabeza, y no se encuentran en contacto con la cutícula superficial. Estos ojos accesorios también se pueden encontrar en otros grupos de artrópodos, en algunos si se encuentran fuera de la cápsula de la cabeza. Aún no se sabe con certeza cuál de estas es la condición ancestral, ni la función específica de estos órganos visuales. Se propone que pueden ser dos estados del desarrollo diferentes, pero esta hipótesis debería ser confirmada con más estudios.
En insectos y crustáceos, la estructura del ojo compuesto es muy conservada y tradicionalmente se ha considerado a los miriápodos más cercanos a los insectos sobre todo por características morfológicas de los apéndices. Por esta razón se había propuesto que los ocelos de los miriapodos habían evolucionado a partir de los ojos compuestos de los insectos, gracias a la fusión de los omatidios para formar el campo ocular. Sin embargo, en experimentos con tinciones in situ en el desarrollo de diferentes subgrupos de miriapoda, se observa un plan de crecimiento en el que las células de la parte dorsal anterior, a medida que van proliferando, migran hacia las vesículas ópticas aumentando así las filas que componen la estructura. Este patrón de formación de ojos, también se encuentra en trilobites y xifosuros pertenecientes al subfilum Trilobitomorpha y Chelicerata respectivamente, y es por esto que se sugiere que este puede ser un carácter simplesiomórfico dentro del grupo de los artrópodos, en oposición a la hipótesis de los ojos compuestos como carácter ancestral en este grupo. 
Hasta ahora se conocen tres tipos de ojos en Trilobitomorpha. Holocroales tienen muchos lentes pequeños con poca distancia que los separa; squisocroales se componen de lentes muy grandes separados entre sí por cutícula y que están organizados en una estructura compleja de varios niveles internos. Los últimos son los menos conocidos y se denominan abathocroales. Aunque los ojos de los trilobites pueden variar notablemente entre grupos, se propone que el patrón de formación puede ser conservado, por lo cual los caracteres embriológicos pueden ayudar a dilucidar las relaciones filogenéticas en artrópodos, así como el análisis de la formación de ojo en trilobites, quienes poseen el sistema visual preservado más antiguo. La biología del desarrollo en fósiles de trilobites se basa sobre todo en comparaciones filogenéticas, morfológicas y de patrones globales. A partir de lo anterior, se ha logrado saber, que el crecimiento del área visual era conforme al eje dorsoventral del animal, y que varias células iban migrando hacia estas áreas para que se diera este crecimiento durante el desarrollo, pero también para la formación de lente. En un principio se creía que el establecimiento del lente era un paso separado de la formación inicial de estas filas de células en la superficie visual, sin embargo, a la luz de los nuevos estudios realizados por Thomas A.T., en 2005, indica que en realidad no se requerirían órdenes separadas para la formación de lente sino que esto hace parte de una cascada de genes bien estudiados en Drosophila, que se han considerado muy conservados y al parecer actúan produciendo gradientes inhibitorios en las células del área visual. Algunos procesos hormonales también estarían involucrados.
En otras palabras, los procesos de formación de la zona visual y el ensamblaje de los omatidios pueden estar separados en tiempo pero no en espacio y una vez que se completa la formación siguen creciendo. En contraste, en Hexapoda y Crustacea, hay una separación espacial y temporal de los dos procesos mencionados anteriormente, además de un número fijo de células, entonces cuando se encuentran ambos frentes de formación lineal, se forma cada omatidio y una vez esto sucede ya no crece más. Estos datos sustentan una filogenia basada en la hipótesis de 'Tetraconata' y no en 'Traqueata'. Según el ejemplo anterior, se establece la importancia del estudio de caracteres de desarrollo en fósiles para interpretar aquellos procesos de formación del ojo en los animales vivientes y así entender cómo puede surgir tal variedad de morfologías, pero también para la resolución de filogenias.
En general, los datos más recientes sobre el control genético que existe para la formación de los diversos tipos de ojos en artrópodos; parte de que el disco del ojo se divide en dominios que expresan combinaciones de genes relacionados con rutas de señalización. Las duplicaciones en Pax6 en insectos son una ventana para estudiar los cambios morfológicos puntuales que producen las variaciones en genes muy estrechamente relacionados pero también los cambios en el proceso del desarrollo, que pueden determinar el fenotipo final.

## Aspectos generales en Eumetazoa
Por un lado, se sostiene que los ojos pudieron haber evolucionado más de 65 veces a lo largo de la escala filogenética de los animales. Se habla de homoplasias como el gran parecido morfológico entre el ojo en cámara de los cefalópodos y el ojo humano, que no pueden ser estructuras descendientes de un mismo ancestro debido a la gran diferencia en los procesos de desarrollo para su formación, en las células fotorreceptoras que conforman a cada uno, y en las proteínas usadas para la formación del lente.
Por otro lado, existe evidencia de la alta conservación de genes entre grupos tan distintos como artrópodos y vertebrados. De hecho la homología de genes no solamente incluye a Pax6, sino también a genes de la familia Six, que se expresan en el desarrollo temprano tanto de Drosophila como de los vertebrados y otros animales. Pero también la expresión de estos genes y el patrón de formación de ojo parece ser común entre la mosca de la fruta y los vertebrados a pesar de las grandes diferencias en las morfologías de sus ojos. Sugiriendo un origen común a partir de un ancestro que posiblemente tenía ojos muy simples compuestos de unas pocas células fotorreceptoras para permitir fototaxis.
Pero no solamente la expresión de genes puede proveer pistas sobre el origen evolutivo de los diferentes tipos de ojos, también la homología de células es un criterio para propones modelos y consiste en ver los patrones de expresión de varios genes a la vez, la formación, los tejidos de los que proviene y las conexiones que pueden establecer. A partir de este los estudios de Erclik y colaboradores en 2009, han postulado dos hipótesis. La primera propone que las células fotorreceptoras rabdomericas de los artrópodos comparten un origen común con las células ganglionares que son una parte de la retina de los vertebrados. La segunda, basada en la alta conservación de los genes homeóticos Vsx, implica que el ancestro común entre la mosca de la fruta y los vertebrados ya poseía una mezcla de células fotorreceptoras tanto ciliares (vertebrados) como rabdomericas (artrópodos).
Para estudiar a fondo la historia filogenética del desarrollo de sistemas visuales, es necesario estudiar organismos ubicados en posiciones clave del árbol de los eumetazoa. Durante mucho tiempo se ha mantenido la discusión sobre si el grupo hermano de los vertebrados es en realidad el de los Tunicados o el de Anfioxus. Aun así, este último, en lo que al sistema visual se refiere, se postula como un puente entre los ojos de vertebrados y los de invertebrados. Esto debido a que posee células fotorreceptoras que no tienen función visual y en ellas, se ha encontrado un pigmento homólogo a la melanopsina que es el pigmento que poseen las células ganglionares de los vertebrados y está asociado con la regulación del ciclo circadiano. Aun así, este pigmento tiene en común con los foto pigmentos de las células rabdoméricas de los invertebrados, no sólo su estructura primera sino también sus propiedades bioquímicas y fotoquímicas.
Otros organismos con posición clave son los cnidarios, debido a que se consideran de los grupos más basales de los animales. En estos organismos se pueden encontrar ojos con lentes una córnea proveniente de la epidermis y es en estos organismos donde se cree que la retina apreció por primera vez. Además existe una red nerviosa que conecta los diferentes ojos ubicados en los bulbos de los tentáculos entre sí y con los órganos efectores. Genes de la familia Six se expresan en distintas partes del cuerpo de la medusa durante el desarrollo de células nerviosas epidermales, y algunos de ellos presentan sobreexpresión durante el proceso de regeneración del ojo. El estudio de organismos clave como los dos ejemplos anteriores puede dilucidar muchas preguntas sobre el desarrollo y la evolución de los ojos en el reino animal, y por esa misma razón el campo de estudio continúa abierto, para intentar explicar la diversidad de estructuras y adaptaciones que por su complejidad y perfección, fueron en su momento un argumento en contra de la teoría de selección natural de Charles Darwin y Alfred Wallace.